# Shankou (köpinghuvudort i Kina, Jiangxi Sheng, lat 28,81, long 114,46)
Shankou är en köpinghuvudort i Kina. Den ligger i provinsen Jiangxi, i den sydöstra delen av landet, omkring 140 kilometer väster om provinshuvudstaden Nanchang. Antalet invånare är 15 851. Befolkningen består av 7 933 kvinnor och 7 918 män. Barn under 15 år utgör 21,0 %, vuxna 15-64 år 67 %, och äldre över 65 år 10,0 %.
Runt Shankou är det ganska tätbefolkat, med 75 invånare per kvadratkilometer. Närmaste större samhälle är Heshi, 14,7 km öster om Shankou. I omgivningarna runt Shankou växer i huvudsak blandskog.
Genomsnittlig årsnederbörd är 2 406 millimeter. Den regnigaste månaden är maj, med i genomsnitt 404 mm nederbörd, och den torraste är oktober, med 55 mm nederbörd.